# Hasslesjön
Hasslesjön är en sjö i Halmstads kommun i Halland och ingår i Suseåns huvudavrinningsområde. Sjön har en area på 0,0456 kvadratkilometer och ligger 114,2 meter över havet.

## Delavrinningsområde
Hasslesjön ingår i det delavrinningsområde (629587-131955) som SMHI kallar för Mynnar i Suseån. Medelhöjden är 71 meter över havet och ytan är 30,8 kvadratkilometer. Det finns inga avrinningsområden uppströms utan avrinningsområdet är högsta punkten. Hasslebäcken som avvattnar avrinningsområdet har biflödesordning 2, vilket innebär att vattnet flödar genom totalt 2 vattendrag innan det når havet efter 31 kilometer. Avrinningsområdet består mestadels av skog (57 procent) och jordbruk (25 procent). Avrinningsområdet har 0,05 kvadratkilometer vattenytor vilket ger det en sjöprocent på 0,1 procent.